# Five Nations Golf Club
 (avril 2019).
 (avril 2019).
Le Five Nations Durbuy Golf Club est l'un des deux golfs qui constituent le Five Nations Durbuy Golf Club depuis 2019, avec le Golf de Durbuy. Les deux sites sont distants d’une dizaine de kilomètres.
Le Five Nations Durbuy Golf Club se situe au lieu-dit Le Gros Chêne du hameau de Méan sur le territoire de Havelange, dans la province de Namur en Belgique.

## Historique
Le parcours dessiné en 1990 par Gary Player  est ouvert en 1993 sous la forme d'une société coopérative, Five Nations Country Club SCOO, qui dépose le bilan en avril 1995.
Le club des joueurs associés au sein de l'association sans but lucratif (ASBL) Five Nations Golf Club maintient le terrain en état dans l'attente d'un repreneur.
En 1996, un groupe d'investisseurs allemands prend possession du domaine sous les formes juridiques de la New Five Nations AG et d'une société privée à responsabilité limitée (SPRL) Five Nations Golf Club, alors toutes deux domiciliées à Saint-Vith.
En octobre 2002, la gestion des infrastructures du golf, soit le parcours et le château-ferme du Grand Scley, est confiée à la SPRL Bervi Leisure Belgium, gérée par deux investisseurs hollandais, sous la forme d'un bail commercial. L'ASBL des membres est alors liée par contrat à Bervi sous la condition de l'existence d'une relation contractuelle entre Bervi et la société propriétaire du golf.
En octobre 2007, d'autres investisseurs hollandais acquièrent toutes les parts sociales de New Five Nations AG dans le but de gérer personnellement le golf, de transformer le château-ferme du Grand Scley en hôtel-restaurant et de construire quelques demeures au voisinage du golf.
À partir du 1er octobre 2011, New Five Nations AG gère le terrain de golf sans intermédiaire mais confie la gestion sportive à une nouvelle ASBL, Golf Club de Méan, nom déjà utilisé par une autre ASBL par le passé. Les membres de l'ASBL Five Nations Golf Club doivent introduire une nouvelle demande d'admission auprès de la nouvelle ASBL sans garantie d'être admis.
À la suite de la faillite d'octobre 2014, le golf est repris, en date du 12 février 2015, par Blue Green, qui détient déjà le Golf de Durbuy.
En août 2018, La Petite Merveille LPM (Bart Maerten & Marc Coucke) rachète le site ainsi que celui du golf de Durbuy. Ils forment, depuis 2019, le Five Nations Durbuy Golf Club.

## Parcours

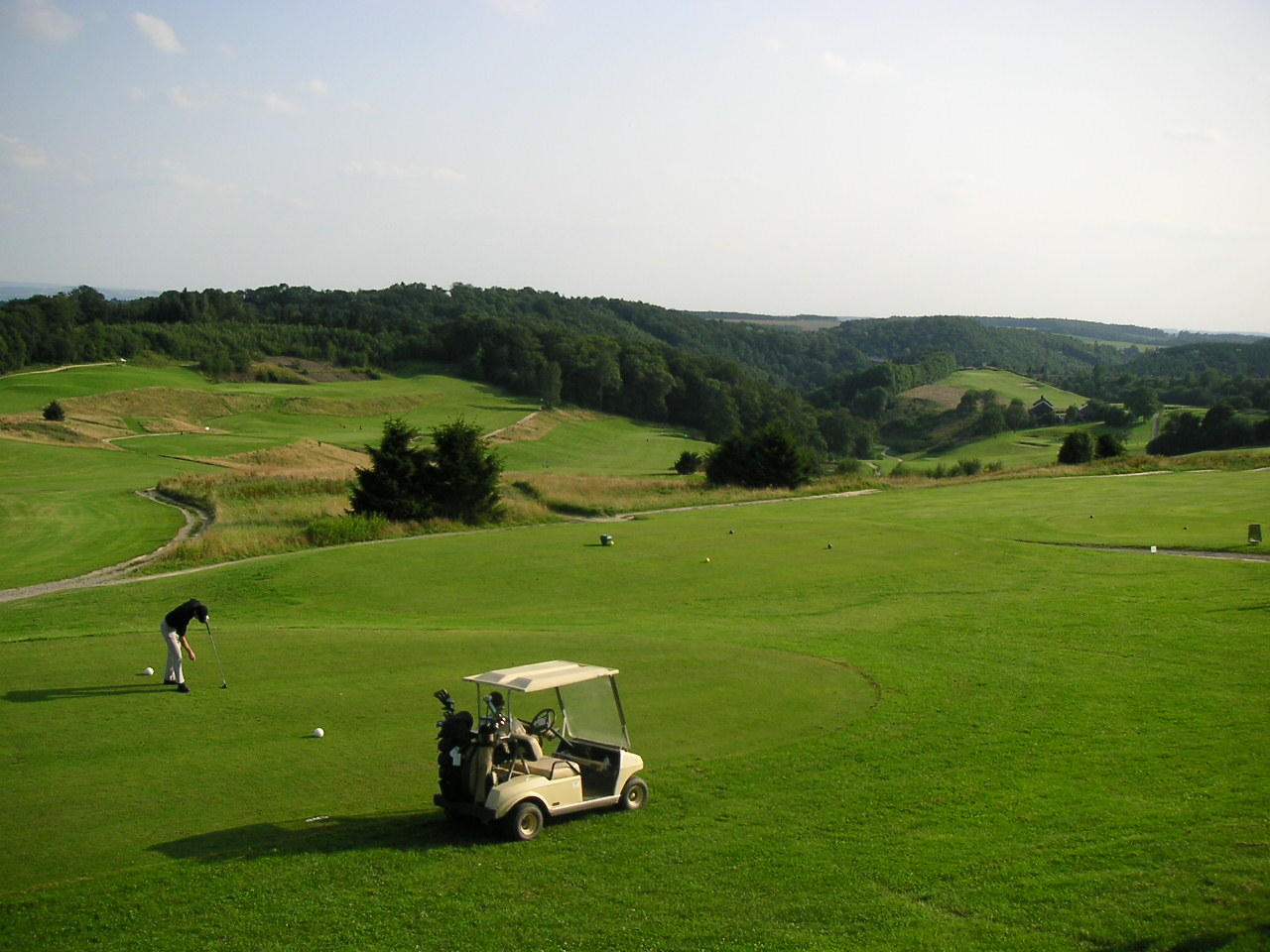
Départ du 10.

Le parcours du Five Nations de Méan, créé en 1990, est composé de 18 trous, par-72, d'une longueur maximale de 6 038 m.
Son accès est réservé aux joueurs titulaires de la carte fédérale et ayant un niveau de handicap de minimum 36.
Le golf s'étend sur 120 hectares couverts par un vaste plateau et une petite vallée boisée.
- Le trou no 2 a le départ le plus élevé du parcours et offre une vue panoramique sur la Famenne.
- Le trou no 6, le par-5 le plus long du parcours,
- Le trou no 9 possède le bunker le plus profond, juste à côté du green.
- Le trou no 10 est particulièrement défiant en été quand les balles roulent étant donné son dévers gauche.
- Le trou no 13, souvent utilisé pour le nearest to the pin, est un petit par-3 avec une dénivellation très forte.
- Le trou no 14, un par-4 de près de 400 m, est aussi difficile que le 6 qui lui fait face.
- Le trou no 15, un par-5, possède également un départ Back tee qui fait peur. Pour les dames, la longueur du 15 n'atteint pas les 360 m requis par l'EGA Handicap System pour être un par-5. Ainsi, la parcours serait plutôt un par-71 pour les dames.
- Le trou no 16 partage avec le 15 une retenue d'eau très prisée par les canards et les oies.
- Enfin, le trou no 18, un par-4 en montée, est particulièrement bien défendu par des bunkers de fairway pour l'arrivée du drive de départ.

## Infrastructures

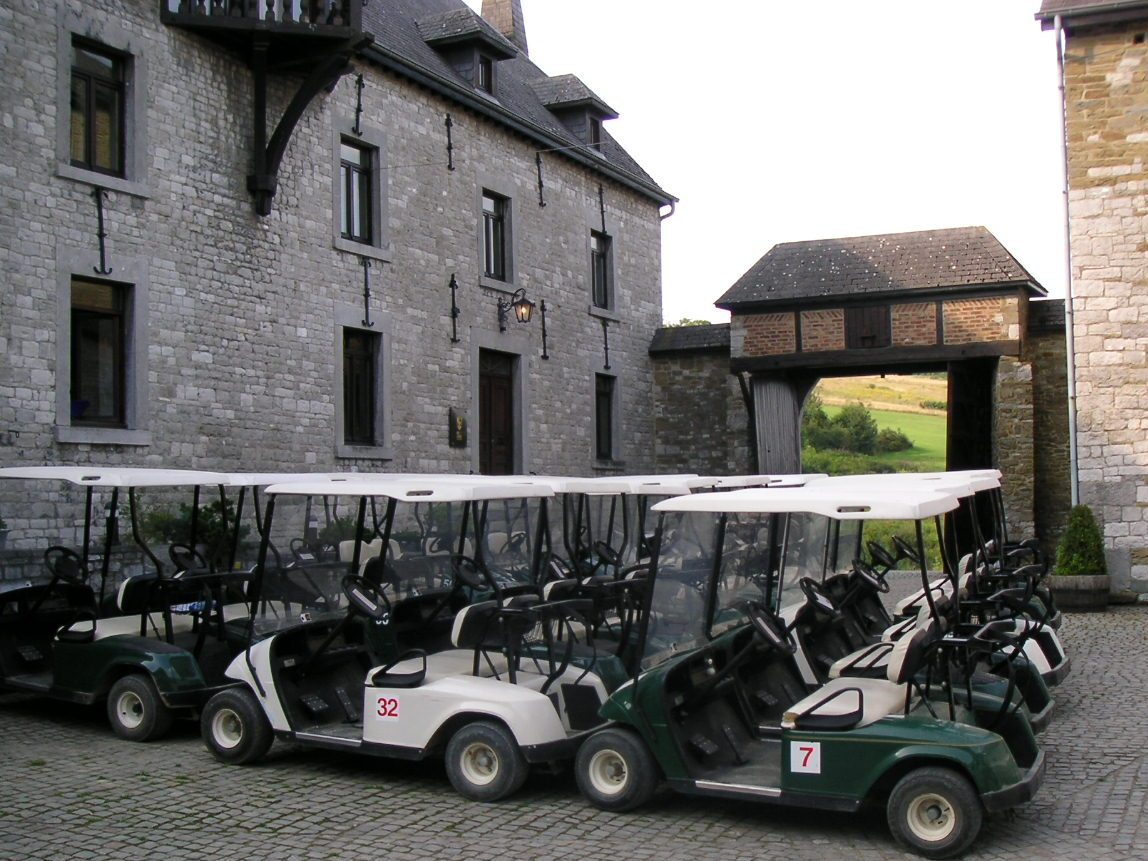
Cour de la Ferme du Grand Scley, en 2004.

Les infrastructures du Five Nations se trouvent dans le château-ferme du Grand Scley, construit en 1714, qui domine le parcours golfique. Il abrite :
- Le Golf Hôtel Five Nations et ses 35 chambres
- Le club-house
- Le proShop
- La brasserie, qui propose des menus pensés par le chef étoilé Wout Bru.

## École de golf - Académie
En 1999, l'école de golf est confiée à Laurent Richard qui y donne des cours pendant quelques années avant de se concentrer sur sa carrière de joueur de golf professionnel sur le Challenge Tour.
Le golfeur Antoine Dumont lui succède et met particulièrement l'accent sur la formation des jeunes.
En 2011, TOPCAT.pro, une société créée en 2007 par quelques-uns des meilleurs joueurs professionnels de Belgique, dont Laurent Richard, reprend le flambeau.
À partir du 1er octobre 2011, l'enseignement de la Golf Academy est assuré par Catherine Pons et Antoine Dumont, sous la supervision d´Agathe Verlegh.
En 2019, l’Académie est créée.